# Иосава, Евсевий Александрович
Евсевий Александрович Иосава, другой вариант имени — Евсей (1 мая 1910 года, село Бия, Зугдидский уезд, Кутаисская губерния, Российская империя — дата смерти неизвестна) — заведующий сельским отделом Хобского района, Грузинская ССР. Герой Социалистического Труда (1949). Лишённый звания Героя Социалистического Труда в 1952 году.

## Биография
Родился в 1910 году в крестьянской семье в селе Бия Зугдидского уезда (сегодня — Зугдидский муниципалитет). Окончил местную сельскую школу. Трудился в сельском хозяйстве. Получил высшее образование. Трудился на различных административных и хозяйственных должностях в сельском хозяйстве Хобского района. В 1940 году вступил в ВКП(б). В июле 1941 года призван в Красную Армию по мобилизации. Участвовал в Великой Отечественной войне. Воевал командиром 5-й стрелковой роты 1371-го стрелкового полка 4141-й стрелковой дивизии. После демобилизации в звании капитана возвратился на родину.
В послевоенное время возглавлял агрономическую службу отдела сельского хозяйства Хобского райисполкома. Занимался восстановлением сельского хозяйства Хобского района. Внедрял передовые агротехнические методы в сельскохозяйственных предприятиях Хобского района. За выдающиеся трудовые результаты по итогам 1947 года был награждён Орденом Ленина.
Благодаря его деятельности сельскохозяйственные предприятия за короткое время в годы Четвёртой пятилетки (1946—1950) достигли довоенного уровня по производству сельскохозяйственной продукции. В 1948 году урожай кукурузы в целом по району превысил плановый сбор на 16 %. Указом Президиума Верховного Совета СССР от 5 августа 1949 года удостоен звания Героя Социалистического Труда за «получение высоких урожаев кукурузы и табака в 1948 году» с вручением ордена Ленина и золотой медали «Серп и Молот» (№ 4212).
Этим же Указом званием Героя Социалистического Труда были награждены первый секретарь райкома партии Михаил Алексеевич Сиордия, председатель Хобского райисполкома Валериан Григорьевич Латария и заведующий районным отделом сельского хозяйства Прокофий Давидович Чачибая (все перечисленные лица лишены звания Героя Социалистического Труда в 1952 году) и звеньевая колхоза имени Ворошилова Хобского района Ольга Герасимовна Кантария.
Постановлением Президиума Верховного Совета ССР от 5 марта 1952 года ранее принятое решение о присвоении звания Героя Социалистического Труда в его отношении было отменено в связи с необоснованными причинами представления к награждению. Это Постановление Президиума Верховного Совета СССР также отменило решение о присвоении звания Героя Социалистического Труда партийному и хозяйственному руководству Хобского района и нескольким труженикам различных колхозов этого же района.
Дальнейшая судьба неизвестна. Умер после 1985 года.
Награды
- Орден Ленина
- Орден Отечественной войны 1 степени (06.11/1985)
- Медаль «За отвагу» (11.08.1943).
- Медаль «За оборону Кавказа» (01.05.1944)